# Hyundai Omega
Hyundai Omega — бензиновый двигатель внутреннего сгорания южнокорейской компании Hyundai Motors.

## GDi

### 4.5L (G8AA)
- Hyundai Equus (1999—2003)

## MPi

### 4.5L (G8AB)
- Hyundai Equus (1999—2008)